# Busanjin-gu
Busanjin-gu (koreanisch 부산진구) ist einer der 16 Stadtteile von Busan und hat 360.541 Einwohner (Stand: 2019). Es handelt sich dabei um einen der zentralen Bezirke der Stadt. Der Bezirk grenzt im Uhrzeigersinn an die Stadtteile Buk-gu, Dongnae-gu, Yeonje-gu, Nam-gu, Dong-gu, Seo-gu sowie Sasang-gu und gilt als das Zentrum der Finanz-, Handels- und Transporteinrichtungen der Stadt mit großen Märkten, einer Vielzahl von Einkaufszentren und Unterhaltungsmöglichkeiten.

## Bezirke

Verwaltungseinheiten des Busanjin-gu

Busanjin-gu besteht aus 11 dong (Teilbezirke), wobei alle bis auf Beomjeon-dong, Yeonji-dong und Choeup-dong in weitere dong unterteilt sind. Somit verfügt der Bezirk über insgesamt 25 dong.
- Beomcheon-dong
- Beomjeon-dong
- Buam-dong
- Bujeon-dong
- Choeup-dong
- Danggam-dong
- Gaegeum-dong
- Gaya-dong
- Jeonpo-dong
- Yangjeong-dong
- Yeonji-dong

## Verwaltung
Als Bezirksbürgermeisterin amtiert Seo Eunsuk.

## Geschichte
Als der Koreakrieg im Jahr 1950 ausbrach, richteten die Streitkräfte der Vereinigten Staaten Camp Hialeah als Basiskommando für das Gebiet rund um Busan ein und bauten dieses auf einem Gelände in den Stadtteilen Beomjeon, Yeonji und Yangjeong auf. Das Gebiet wurde während der Besatzungszeit in Korea durch Japan als Rennstrecke und Übungsplatz für die berittenen Truppen der Kaiserlich Japanischen Armee genutzt.